# Maria Palider
Maria Palider primo voto Mochyła, secundo voto Czarniakowa (ur. 20 stycznia 1884 w Zakopanem, zm. 23 marca 1971 tamże) – polska góralka,  gospodyni, muza Kazimierza Przerwy-Tetmajera.
Kazimierza Przerwę-Tetmajera poznała w Zakopanem w 1902 roku. Jako jego muza towarzyszyła mu w podróżach po Europie – byli razem m.in. we Włoszech, Francji i Austrii. Wprowadzała Tetmajera w środowisko górali podhalańskich, zapoznawała z ich historią i kulturą, wprowadzała w świat tancerzy, muzykantów i gawędziarzy. Z uwagi na żywiołowe usposobienie stała się według Włodzimierza Wnuka pierwowzorem Maryny z Hrubego. To jej zawdzięcza Tetmajer pieśni góralskie zawarte w „Skalnym Podhalu” i „Legendzie Tatr”. 
Zwana przez Tetmajera „leśną osobą”, w roku 1903 pomagała mu urządzić domostwo w Zakopanem. Około roku 1908 mieszkała z nim przy ulicy Zgoda 1 (obecnie Czapskich) w Krakowie, uczestnicząc w opiece nad jego synem. Gdy w roku 1918 lub 1919 chorowała na owrzodzenie twarzy i czerwonkę, poeta wspomógł jej leczenie sumą 4000 koron z funduszu swego imienia. W 1931 roku odwiedziła go w Warszawie z delegacją Związku Górali, przywożąc symboliczną gałązkę kosodrzewiny. 
Jej znaczenie w życiu i twórczości Tetmajera jest oceniane jako istotne, a Maciej Szukiewicz wyraził je następująco:

… tej tylko frajerce
Oddał wielki poeta swe płomienne serce.
Z jej zwierzeń, krwi pożarów, tęsknot, z łez i żalu
Powstał epos Podhala Na skalnym Podhalu.

W roku 1912 wyszła za mąż za robotnika kuźnickiego tartaku – Józefa Mochyłę. Zginął on w roku 1914 na froncie I wojny światowej. Wkrótce potem zmarł też ich nowo narodzony syn. W 1924 roku wyszła powtórnie za mąż, tym razem za górala zakopiańskiego i inwalidę wojennego – Józefa Czarniaka. Przez około dziesięć lat prowadzili gospodarstwo rolne w Wielkopolsce, by powrócić do Zakopanego i osiedlić się na Bilinówce. Czarniak zmarł w 1964 roku. 
Pochowana na Nowym Cmentarzu w Zakopanem.